# Wakefieldite-(Ce)
La wakefieldite-(Ce) è un minerale.